# Nikki Blonsky
Nicole Margaret "Nikki" Blonsky (Great Neck, Nova York, 9 de novembre de 1988) és una actriu, cantant i ballarina  estatunidenca. És coneguda pel seu paper com Tracy Turnblad en la pel·lícula Hairspray (2007) i com Maggie Baker en la pel·lícula per a televisió Queen Sized (2008). També és coneguda pel seu paper protagonista en la sèrie original d'ABC Family Huge.

## Biografia
Ella i el seu germà Joey són fills de Karen, una ajudant d'escola, i Carl Blonsky, un treballador municipal de la contaminació de l'aigua en el districte de control. És d'ascendència txeca i irlandesa pel costat de la mare. Va començar a cantar als tres anys i va començar a fer classes vocals a l'edat de vuit anys. Va ser educada com a catòlica.
Blonsky va anar a Great Neck North Middle School, i a la John L. Miller Great Neck North High School durant un any. Després va canviar a Village School, una escola secundària alternativa amb només 50 estudiants. Després de l'escola cada dia, va anar al programa de teatre a la William A. Shine Great Neck South High School, on va participar en les produccions Els Miserables, Sweeney Todd, Kiss Me, Kate, i el paper principal de l'òpera Carmen.
Va dir que anhelava interpretar el paper de Tracy Turnblad des que va veure Hairspray a Broadway el seu 15è. aniversari. El 2006, mentre treballava a Cold Stone Creamery, es va assabentar que havia estat triada en l'adaptació cinematogràfica de 2007 d'Adam Shankman.
Va començar a treballar en el seu àlbum debut al setembre de 2007 i va col·laborar amb el músic de rock alternatiu Duncan Sheik en diverses pistes. El seu primer single, «On a High», d'una de les cançons de Sheik, va ser presentat en la pel·lícula de Lifetime Queen Sized. El 18 de desembre de 2007, es va presentar amb Turtle Creek Chorale en la seva primera actuació en solitari.
El 22 de juny de 2008, va cantar l'Himne nacional dels Estats Units en la cerimònia pre-carrera el 2008 de Toyota/Save Mart 350 en Infineon Raceway. El 2009, va aparèixer en Ugly Betty, en l'episodi "Dressed for Success". També va coprotagonitzar la sèrie d'MTV de misteri Valemont el 2009.
Més tard va actuar en la sèrie de curta durada d'ABC Family Huge, que es va estrenar al juny de 2010, però va ser cancel·lada tres mesos més tard. El 2013 va aparèixer en dos episodis de la sèrie dramàtics d'NBC Smash.Més tard aquest any, va aparèixer en Geography Club.

## Filmografia

### Cinema
| Any  | Títol               | Rol             | Notes                      |
| ---- | ------------------- | --------------- | -------------------------- |
| 2007 | Hairspray           | Tracy Turnblad  |                            |
| 2008 | Queen Sized         | Maggie Baker    | Pel·lícula per a televisió |
| 2008 | Harold              | Rhonda Baxter   |                            |
| 2011 | Waiting For Forever | Dolores         |                            |
| 2012 | The Anglès Teacher  | Sheila Nussbaum |                            |
| 2013 | Geography Club      | Therese         |                            |
| 2016 | Pup Star            | Lady Paw Paw    |                            |
| 2017 | Dog Years           | Faith           |                            |

### Televisió
| Any  | Títol                | Rol                | Notes                                                                      |
| ---- | -------------------- | ------------------ | -------------------------------------------------------------------------- |
| 2009 | Ace of Cakes         | Ella mateixa       | Episodi: "The Eagle Has Landed"                                            |
| 2009 | Ugly Betty           | Teri O'Shaughnessy | Episodi: "Dressed for Success"                                             |
| 2009 | Valemont             | Poppy Barker       | 19 episodis                                                                |
| 2010 | Huge                 | Willamena Rader    | 10 episodis Nominada – Teen Choice Award for Choice Summer TV Star: Female |
| 2011 | The Fresh Beat Band  | MC Freeze          | Episodi: "Dance Floor Superhero"                                           |
| 2011 | Rocco's Dinner Party | Ella mateixa       | Episodi: "Runway Ready"                                                    |
| 2013 | Smash                | Margot             | 2 episodis                                                                 |